# Koningsfazant
De koningsfazant (Syrmaticus reevesii) is een vogel uit de familie van de fazanten (Phasianidae).

## Kenmerken
Het mannetje heeft een zeer lange staart die zo'n 1,80 meter lang wordt. Er zijn zelfs exemplaren gevonden met een staart van 2,40 meter lang. Het haantje is in zijn geheel groter dan het vrouwtje en zijn veren zijn goudgeel met zwarte toppen. De vleugels zijn roestbruin met wit en zwart. De lange staart is bruin en wit gebandeerd, de kop is wit met een bruine band onder de ogen. Het hennetje heeft een donkerbruine rug met zwarte veerpunten en okerkleurige, roodbruin gevlekte onderdelen. De kop is lichtbruin met een donkere kap.

## Broeden
Het haantje is polygaam: samen met drie vrouwtjes bezet hij een eigen territorium. De hennetjes leggen 7-15 eieren in de maanden april of mei, die in 24-25 dagen worden uitgebroed.

## Verspreiding en leefgebied
Deze soort komt oorspronkelijk uit de bergen van Midden- en Noord-China. De soort is geïntroduceerd in enkele Europese landen, waaronder Frankrijk, Tsjechië en Groot-Brittannië. Het leefgebied bestaat uit natuurlijk loofbos of gemengd bos met weinig ondergroei of landschappen met afwisselend bos, struikgwas en kleinschalig agrarisch gebied op hoogten tussen 200 en 2600 m boven zeeniveau.

## Status
De grootte van de populatie werd in 2016 door BirdLife International geschat op 3,5 tot 15 duizend individuen en de populatie-aantallen nemen af door habitatverlies. Het leefgebied wordt aangetast door ontbossing waarbij natuurlijk bos wordt omgezet in gebied voor agrarisch gebruik. Daarnaast was er vooral in het verleden veel jacht op deze fazant. Om deze redenen staat deze soort als kwetsbaar op de Rode Lijst van de IUCN.

## Trivia

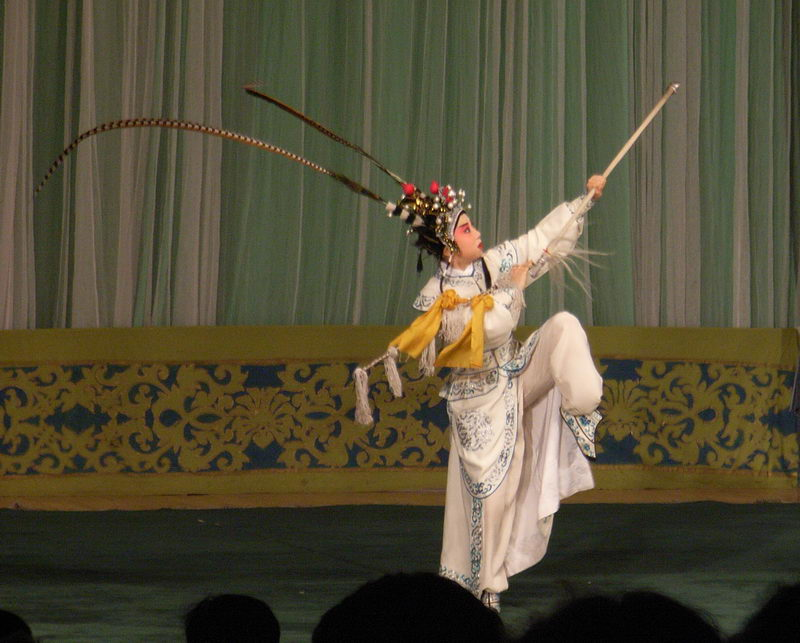
Staartveren van de koningsfazant bij een acteur in de Peking-opera

De staartveren werden gebruikt in ceremoniële kostuums in de Jing-opera. Voor dit doel worden nu vaak kunststofveren aangewend. Met carnaval hebben de prins en vaak ook de vorst wel nog een steek met echte fazantenveren.  